# Wheatstones brygga
Wheatstones brygga, populariserad av Charles Wheatstone, är en användning av bryggkopplingen, en elektrisk krets där tre kända och ett okänt motstånd kopplas över en galvanometer för att med stor noggrannhet bestämma det okända motståndet. Då det med metoden också går att detektera mycket små variationer i det fjärde motståndet, används den ofta i tillämpningar där det fjärde motståndet utgör en sensor som reagerar på någon yttre fysikalisk storhet.

## Historia
Den ursprungliga mätkretsen var ett "hugskott" som den brittiske fysikern Samuel Hunter Christie, publicerade 1833 som sin "diamantmetod". Ordet "diamant" kan i engelskan associera till figuren romb eller till spelkortet "ruter ess". 1843 förbättrade Wheatstone metoden, och blev känd som metodens uppfinnare. 
Senare utvidgade James Clerk Maxwell metoden för tillämpning även i växelströmskretsar.

## Teori

kopplingsschema för Wheatstones brygga

Brygga med strömriktningar angivna.

1. Galvanometern VG visar spänningen mellan punkterna D och B.
Rx är ett okänt motstånd.
R1 och R3 är kända motstånd.
R2 är ett variabelt motstånd (exempelvis en potentiometer) där inställd resistans kan avläsas på en skala.
Man justerar R2 tills galvanometern visar noll. Då kan Rx beräknas enligt formeln
{\displaystyle R_{x}=R_{2}\cdot (R_{3}/R_{1})}

2. Om R2 är fast, kan Kirchhoffs lagar tillämpas för att bestämma Rx, genom mätning av strömmen genom galvanometern. 
Först bestäms strömmarna i punkterna B och D, enligt Kirchhoffs första lag:
{\displaystyle I_{3}\ -I_{x}\ +I_{g}=0}
{\displaystyle I_{1}\ -I_{g}\ -I_{2}=0}
Därefter, enligt Kirchhoffs andra lag, bestäms spänningen i kretsarna ABD och BCD:
{\displaystyle (I_{3}\cdot R_{3})-(I_{g}\cdot R_{g})-(I_{1}\cdot R_{1})=0}
{\displaystyle (I_{x}\cdot R_{x})-(I_{2}\cdot R_{2})+(I_{g}\cdot R_{g})=0}
Då kretsarna balanseras så att {\displaystyle I_{g}=0}, så kan man omskriva den andra ekvationen till:
{\displaystyle I_{3}\cdot R_{3}=I_{1}\cdot R_{1}}
{\displaystyle I_{x}\cdot R_{x}=I_{2}\cdot R_{2}}
Då ekvationerna divideras med varandra och omformas, får man:
{\displaystyle R_{x}={{R_{2}\cdot I_{2}\cdot I_{3}\cdot R_{3}} \over {R_{1}\cdot I_{1}\cdot I_{x}}}}
Enligt den första lagen är {\displaystyle I_{3}=I_{x}} och {\displaystyle I_{1}=I_{2}}. Det önskade värdet på {\displaystyle R_{x}} blir nu känt som:
{\displaystyle R_{x}={{R_{3}\cdot R_{2}} \over {R_{1}}}}
3: Om i stället alla fyra motstånd och spänningen ({\displaystyle V_{s}}) i spänningskällan är kända , kan spänningen ({\displaystyle V}) över bryggan fås fram genom att bestämma spänningen över bägge spänningsdelarna och subtrahera dem från varandra. Ekvationen blir då:
{\displaystyle V={{R_{x}} \over {R_{3}+R_{x}}}V_{s}-{{R_{2}} \over {R_{1}+R_{2}}}V_{s}}
Eller förenklat:
{\displaystyle V=\left({{R_{x}} \over {R_{3}+R_{x}}}-{{R_{2}} \over {R_{1}+R_{2}}}\right)V_{s}}

## Tillämpningar
Eftersom det är betydligt enklare att avläsa en skala än att justera in ett nolläge, används i praktiken för det mesta metod två ovan. Matematiken integreras naturligtvis i en automatisk reglerkrets, så att resultatet står att avläsa direkt på en display, eller kopplat till ett centralt övervakningssystem.

## Wheatstones brygga medelst växelström

Maxwells brygga är en Wheatstone-brygga modifierad att kunna hantera växelström.

Med Maxwells brygga kan man bestämma värdet hos godtycklig elektrisk komponent. Man behöver dock hålla i huvudet att det är impedansen eller reaktansen hos komponenten som är avgörande när man driver den med växelström. Vad man gör är att man skickar en oscillerande sinussignal, Vosc, över bryggan och mäter U. När U är noll avläser man potentiometerns läge. Det är dock inte lika lätt som att bara ta det procentuella värdet hos potentiometern. Men när man väl insett det är gången rättfram. För att få riktigt bra spann i avläsningarna (det vill säga för att kunna mäta vitt skilda reaktanser) behöver dock Vosc vara svepbar i frekvens. 
Som exempel kan nämnas att om potentiometern står på 70% (för att göra U noll) är reaktansförhållandet uppifrån 30% till 70% eller tre till sju. DUT (Device Under Test) är då alltså 7/3 större än Zref. I fallet induktans är det lätt att räkna då
{\displaystyle X_{L}=2\pi f_{osc}L\ }
dvs reaktansen, {\displaystyle X_{L}}, är proportionell mot induktansen, L, medan det i fallet kondensatorer är inverterat enligt
{\displaystyle X_{C}={\frac {1}{2\pi f_{osc}C}}}
Resistanser fungerar dock alltid.